# Hipoteza adaptacyjnych oczekiwań
W ekonomii hipoteza adaptacyjnych oczekiwań – jedna z hipotez formułowania oczekiwań dotyczących przyszłych wartości wskaźników ekonomicznych takich jak inflacja. Została zaproponowana na początku XX wieku przez amerykańskiego ekonomistę Irvinga Fishera, jednak największą popularność zdobyła w latach 50., gdy stała się jednym z podstawowych narzędzi służących analizie hiperinflacji.
Zgodnie z hipotezą oczekiwań adaptacyjnych, przyszłą wartość wskaźnika ekonomicznego można przewidzieć na podstawie jego przeszłych wartości oraz wartości błędów popełnionych podczas przewidywania tej samej zmiennej w przeszłości.
W przypadku gdy przewidywany wskaźnik charakteryzuje się dużą zmiennością lub na przykład systematycznie rośnie, przewidywania dokonane z zastosowaniem hipotezy adaptacyjnych oczekiwań obarczone są systematycznym błędem. Z tego powodu znaczenie tej hipotezy uległo znaczącemu zmniejszeniu począwszy od lat 70. na rzecz alternatywnych hipotez takich jak hipoteza racjonalnych oczekiwań.

## Przykład
Prosty przykład oczekiwań kształtowanych zgodnie z hipotezą oczekiwań adaptacyjnych może być wyrażony przy pomocy następującego wzoru:
{\displaystyle p^{e}=p_{-1}^{e}+\lambda (p_{-1}-p_{-1}^{e}),}
gdzie:
{\displaystyle p^{e}} – przewidywana wartość wskaźnika ekonomicznego {\displaystyle p} w okresie kolejnym,
{\displaystyle p_{-1}^{e}} – przewidywana wartość wskaźnika ekonomicznego w okresie poprzednim,
{\displaystyle p_{-1}} – rzeczywista wartość wskaźnika ekonomicznego w okresie poprzednim,
{\displaystyle \lambda } – parametr z przedziału (0,1).
Wynika stąd, że wartość prognozy w okresie następnym {\displaystyle p^{e}} zależy od wartości prognozy w okresie poprzednim {\displaystyle p_{-1}^{e}} oraz błędu popełnionego przy prognozowaniu w okresie poprzednim {\displaystyle p_{-1}-p_{-1}^{e}.}
W przypadku gdy prognoza w poprzednim okresie była zbyt niska {\displaystyle (p_{-1}-p_{-1}^{e}>0),} wówczas następuje korekta prognozy w kolejnym okresie w górę:
{\displaystyle p^{e}=p_{-1}^{e}+\lambda (p_{-1}-p_{-1}^{e})>p_{-1}^{e}.}
Jeżeli prognoza w poprzednim okresie była zbyt wysoka {\displaystyle (p_{-1}-p_{-1}^{e}<0),} wówczas następuje korekta prognozy w okresie kolejnym w dół:
{\displaystyle p^{e}=p_{-1}^{e}+\lambda (p_{-1}-p_{-1}^{e})<p_{-1}^{e}.}
Innymi słowy, oczekiwania adaptują się w zależności od błędów popełnionych w przeszłości, skąd nazwa hipotezy.
Z powyższego wzoru wynika również, że prognozowaną wartość oczekiwanej zmiennej można wyrazić jako średnią ważoną wszystkich jej przeszłych wartości:
{\displaystyle p^{e}=(1-\lambda )\sum _{j=0}^{\infty }(\lambda ^{j}p_{j}).}
Im starsza obserwacja, tym niższa odpowiadająca jej waga.